# Пашнин, Андрей Иванович
Пашнин Андрей Иванович — российский актёр, режиссёр-постановщик, заслуженный артист Российской Федерации, председатель Красноярского краевого отделения Союза театральных деятелей России, доцент Сибирского государственного института искусств имени Дмитрия Хворостовского.

## Биография
Родился 30 марта 1966 года в Ткварчелли Абхазской АССР.
В 1989 году окончил театральный факультет Красноярского государственного института искусств (с 2018 года Сибирский государственный институт искусств имени Дмитрия Хворостовского), в 2002 году — Московскую театральную академию (диплом режиссёра).
В 1989-90 году проходил службу в рядах Советской Армии. С 1990 по 2007 год служил в Красноярском драматическом театре им. А. С. Пушкина. В 1997 году получил звание лауреата премии Фонда имени В. П. Астафьева в номинации «Молодой артист года».
В 2000 году создал и возглавил «Отдельный театр Пашнина». В 2002 году признан лучшим красноярским актёром комитетом по делам молодежи Администрации города Красноярска по итогам молодёжной акции «Выбор молодых — выбор будущего». В 2003-04 годах играл на сцене «Дома актёра» (Красноярское отделение союза театральных деятелей России.), выступал как актёр и режиссёр одновременно.
В 2016 году награждён Почетной Грамотой Министерства культуры Красноярского края за личный вклад в развитие театрального искусства в Красноярском крае, в 2019 году — Почетной Грамотой Союза театральных деятелей Российской Федерации «За многолетнюю плодотворную творческую и общественную деятельность, вклад в развитие театрального искусства, высокий профессионализм, большой личный вклад в реализацию целей и задач Союза театральных деятелей Российской Федерации».
С 2020 года в должности доцента работает на кафедре мастерства актёра Сибирского государственного института искусств имени Дмитрия Хворостовского, является руководителем курса.

## Награды и звания
- 1997 — звание лауреата премии Фонда имени В. П. Астафьева в номинации «Молодой артист года».
- 1997 год — лауреат краевой премии «Хрустальная маска» в номинации «Лучшая роль второго плана в драматическом театре».
- 2001 — диплом V Международного фестиваля «Театр без границ» в номинации «Лучший актёрский дуэт» (совместно с А. Н. Киндяковым; спектакль «Школа с театральным уклоном»).
- 2002 — признан лучшим красноярским актёром по итогам молодёжной акции «Выбор молодых — выбор будущего» (комитет по делам молодежи Администрации г. Красноярска).
- 2003 — диплом смотра-конкурса «Итоги сезона» Красноярского отделения Союза театральных деятелей Российской Федерации (ВТО) в номинации «Лучший актёрский дуэт».
- 2004 — диплом Главы г. Красноярска «За вклад в развитие города Красноярска и активное участие в подготовке и проведении 375-летнего юбилея города».
- 2016 — Почетная Грамота Министерства культуры Красноярского края за личный вклад в развитие театрального искусства в Красноярском крае.
- 2019 — Почетная Грамота Союза театральных деятелей Российской Федерации "За многолетнюю плодотворную творческую и общественную деятельность, вклад в развитие театрального искусства, высокий профессионализм, большой личный вклад в реализацию целей и задач Союза театральных деятелей Российской Федерации